# Nannamoria inflata
Nannamoria inflata is een slakkensoort uit de familie van de Volutidae. De wetenschappelijke naam van de soort is voor het eerst geldig gepubliceerd in 2008 door Bail & Limpus.